# Чорнобильський повіт

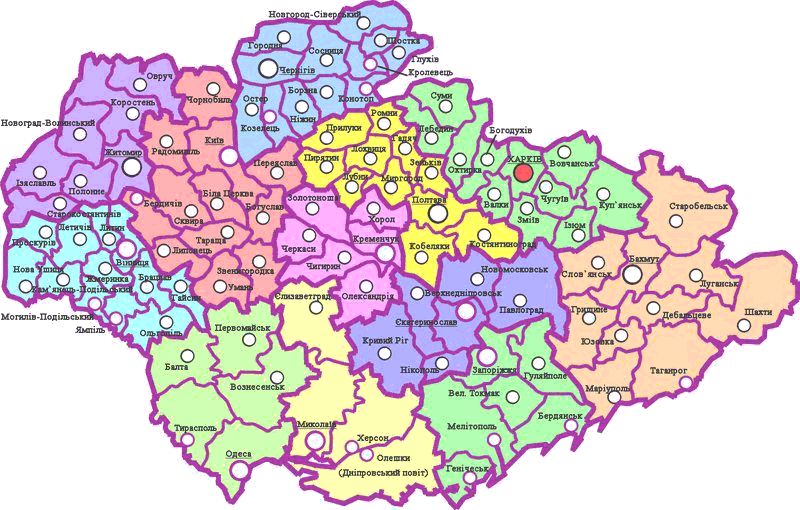
Губернії та повіти в Україні у 1921 році

Чорнобильський пові́т — адміністративно-територіальна одиниця у складі Київської губернії Повітовий центр — місто Чорнобиль.
Повіт займав північну частину губернії і мав контур у вигляді чотирикутника. Природна межа — по Дніпру — була зі східної сторони. На півночі повіт межував з Мінською, на заході — з Волинською губерніями, на сході — з Чернігівською губернією, на півдні із Київським повітом і на південному заході із  Радомисльським повітом. Площа повіту становила 3 866,5 км².
За даними 1923 року в повіті налічувалось 421 населений пункт, в тому числі 1 місто - Чорнобиль та 3 містечка - Горностайпіль, Іванків, Хабне.

## Історія
Радомисльський повіт мав вкрай неправильну форму 2 чотирикутників, сполучених між собою невеликою "перемичкою".
За даними Л.Похилевича, ще на початку 1880-х років неодноразово у пресі робилися аргументовані заяви з метою утворення Чорнобильського повіту, однак «...частково через малі зусилля адміністрації щодо утворення особливого Чорнобильського повіту, що давно визнавалося вкрай необхідним за географічним станом місцевості та через неймовірну величину Радомисльського повіту» тоді, наприкінці ХІХ століття, питання вирішено не було.
Вдруге до питання повернулися вже за інших історичних умов.
У червні 1919 року шляхом розукрупнення Радомисльського повіту був створений Чорнобильський повіт .
До складу нового повіту увійшло 10 волостей - практично уся північно-східна частина Радомисльського повіту.
7 березня 1923 року повіт було ліквідовано, його територія увійшла до складу Іванківського, Хабенського, Чорнобильського та Шепелицького районів Київської округи.

## Устрій
Повіт складався із 10 волостей: 
- Горностайпільська волость
- Іванківська волость
- Красятицька волость
- Максимовицька волость
- Мартиновицька волость
- Прибірська волость
- Стечанська волость
- Хабенська волость
- Чорнобильська волость
- Шепелицька волость

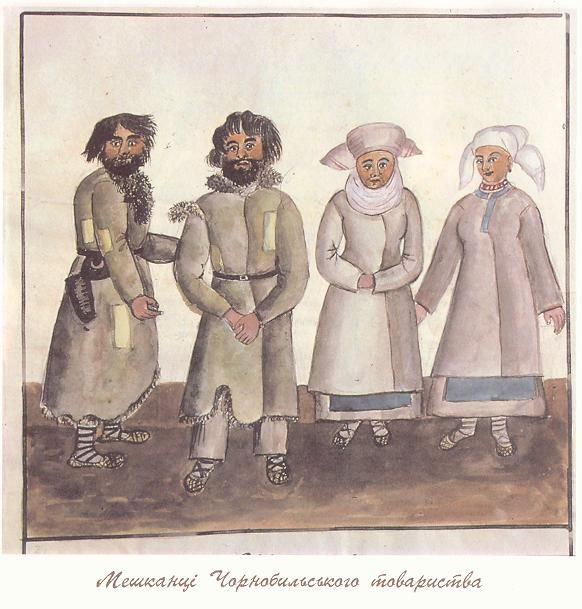
Мешканці Чорнобильського товариства
Мал. П'єра Де ля Фліза (1848)

Усі волості, крім Максимовицької та Стечанської, існували ще з 19 століття, Максимовицька була утворена близько 1913 року, Стечанська - можливо, вже при створенні Чорнобильського повіту.